# Savski Venac
Savski Venac (cyr. Савски Венац) – dzielnica Belgradu, stolicy Serbii. Administracyjnie należy do gminy miejskiej Savski Venac. W 2011 roku liczyła 39 122 mieszkańców.